# Dwight Barkley
Dwight Barkley (7 de enero de 1959) es un matemático y educador británico. Se desempeña como profesor de matemáticas en la Universidad de Warwick.

## Biografía
Obtuvo su doctorado en física por la Universidad de Texas en Austin en 1988. Luego pasó un año en Caltech trabajando con Philip Saffman, seguido de tres años en la Universidad de Princeton. En 1992 recibió becas postdoctorales de la NSF y la OTAN. En 1994 se incorporó a la facultad de la Universidad de Warwick.
Su investigación se centra en el estudio de ondas en medios excitables como la reacción de Beloúsov-Zhabotinski, el tejido cardíaco y las neuronas. Es autor del modelo Barkley de medios excitables y descubridor del papel de la simetría euclidiana en la dinámica de ondas espirales.
En 1997, junto a Laurette Tuckerman acuñaron el término "análisis de bifurcación para pasos de tiempo" para las técnicas que implican la modificación de códigos informáticos de pasos de tiempo para realizar las tareas de análisis de bifurcación. Ha aplicado este enfoque en varias áreas de la dinámica de fluidos, en particular al análisis de estabilidad de la estela del cilindro y del escalón orientado hacia atrás.
También trabaja en la transición a la turbulencia en flujos cortantes, incluida la formación de bandas laminares turbulentas y el punto crítico para el flujo en tuberías. Explotando una analogía con la transición entre medios excitables y biestables, el derivó un modelo para el flujo en tuberías que captura la mayoría de las características de la transición a la turbulencia, en particular el comportamiento de regiones turbulentas llamadas bocanadas y babosas.

## Premios y honores
En 2005 recibió el premio JD Crawford por su destacada investigación en ciencia no lineal. En 2008 fue elegido miembro de la Sociedad Estadounidense de Física "por combinar cálculos y análisis de sistemas dinámicos para obtener conocimientos notables sobre las inestabilidades y patrones hidrodinámicos en diversos sistemas, incluido el flujo que pasa por un cilindro, el flujo en canales, las bandas laminares-turbulentas y la convección térmica." Ese mismo año también fue elegido miembro del Instituto de Matemáticas y sus Aplicaciones.
En 2016 fue elegido miembro de la Sociedad de Matemáticas Industriales y Aplicadas "por combinaciones innovadoras de análisis y computación para obtener conocimientos fundamentales sobre la dinámica compleja de sistemas espacialmente extendidos".

## Publicaciones seleccionadas
- Barkley, Dwight; Kness, Mark; Tuckerman, Laurette S. (1990), «Spiral-wave dynamics in a simple model of excitable media: the transition from simple to compound rotation», Physical Review A, Third Series 42 (4): 2489-2491, Bibcode:1990PhRvA..42.2489B, PMID 9904313, doi:10.1103/PhysRevA.42.2489..
- Barkley, Dwight (1991), «A model for fast computer simulation of waves in excitable media», Physica D: Nonlinear Phenomena 49 (1–2): 61-70, Bibcode:1991PhyD...49...61B, doi:10.1016/0167-2789(91)90194-E..
- Barkley, Dwight (January 1994), «Euclidean symmetry and the dynamics of rotating spiral waves», Physical Review Letters 72 (1): 164-167, Bibcode:1994PhRvL..72..164B, PMID 10055592, doi:10.1103/physrevlett.72.164..
- Barkley, Dwight; Henderson, Ronald D. (September 1996), «Three-dimensional Floquet stability analysis of the wake of a circular cylinder», Journal of Fluid Mechanics 322: 215-241, Bibcode:1996JFM...322..215B, doi:10.1017/s0022112096002777..
- Avila, K.; Moxey, D.; de Lozar, A.; Avila, M.; Barkley, D.; Hof, B. (Julio de 2011), «The onset of turbulence in pipe flow», Science 333 (6039): 192-196, Bibcode:2011Sci...333..192A, PMID 21737736, doi:10.1126/science.1203223..